# Solanum papuanum
Solanum papuanum är en potatisväxtart som beskrevs av Symon. Solanum papuanum ingår i släktet skattor som ingår i familjen potatisväxter. Inga underarter finns listade i Catalogue of Life.